# Eubordeta amyntica
Eubordeta amyntica är en fjärilsart som beskrevs av Louis Beethoven Prout 1931. Eubordeta amyntica ingår i släktet Eubordeta och familjen mätare. Inga underarter finns listade i Catalogue of Life.